# Alekseï Tcheremissine
Alekseï Anatolievitch Tcheremissine (en russe : Алексей Анатольевич Черемисин) est un joueur russe de volley-ball, né le 23 septembre 1980 à Moscou (alors en URSS).  Il mesure 2,02 m et joue attaquant. Il totalise 11 sélections en équipe de Russie.

## Clubs
| Club                      | De        | À         |
| ------------------------- | --------- | --------- |
| Dinamo Moscou             | 2001-2002 | 2003-2004 |
| Fakel Novy Ourengoï       | 2004-2005 | 2004-2005 |
| Gazprom-Iourga Sourgout   | 2005-2006 | 2005-2006 |
| Lokomotiv Novossibirsk    | 2006-2007 | 2006-2007 |
| Dynamo-Yantar Kaliningrad | 2007-2008 | 2007-2008 |
| Zenit Kazan               | 2008-2009 | 2012-2013 |
| Gazprom-Iourga Sourgout   | 2013-2014 | ...       |

## Palmarès
- Ligue des champions (1)
  - Vainqueur : 2012
  - Finaliste : 2011
- Championnat de Russie (6)
  - Vainqueur : 2009, 2010, 2009, 2010, 2011, 2012
  - Finaliste : 2004
- Coupe de Russie (1)
  - Vainqueur : 2009
  - Finaliste : 2003, 2004, 2012
- Supercoupe de Russie (3)
  - Vainqueur : 2010, 2011, 2012